# Cesta (druh pozemní komunikace)

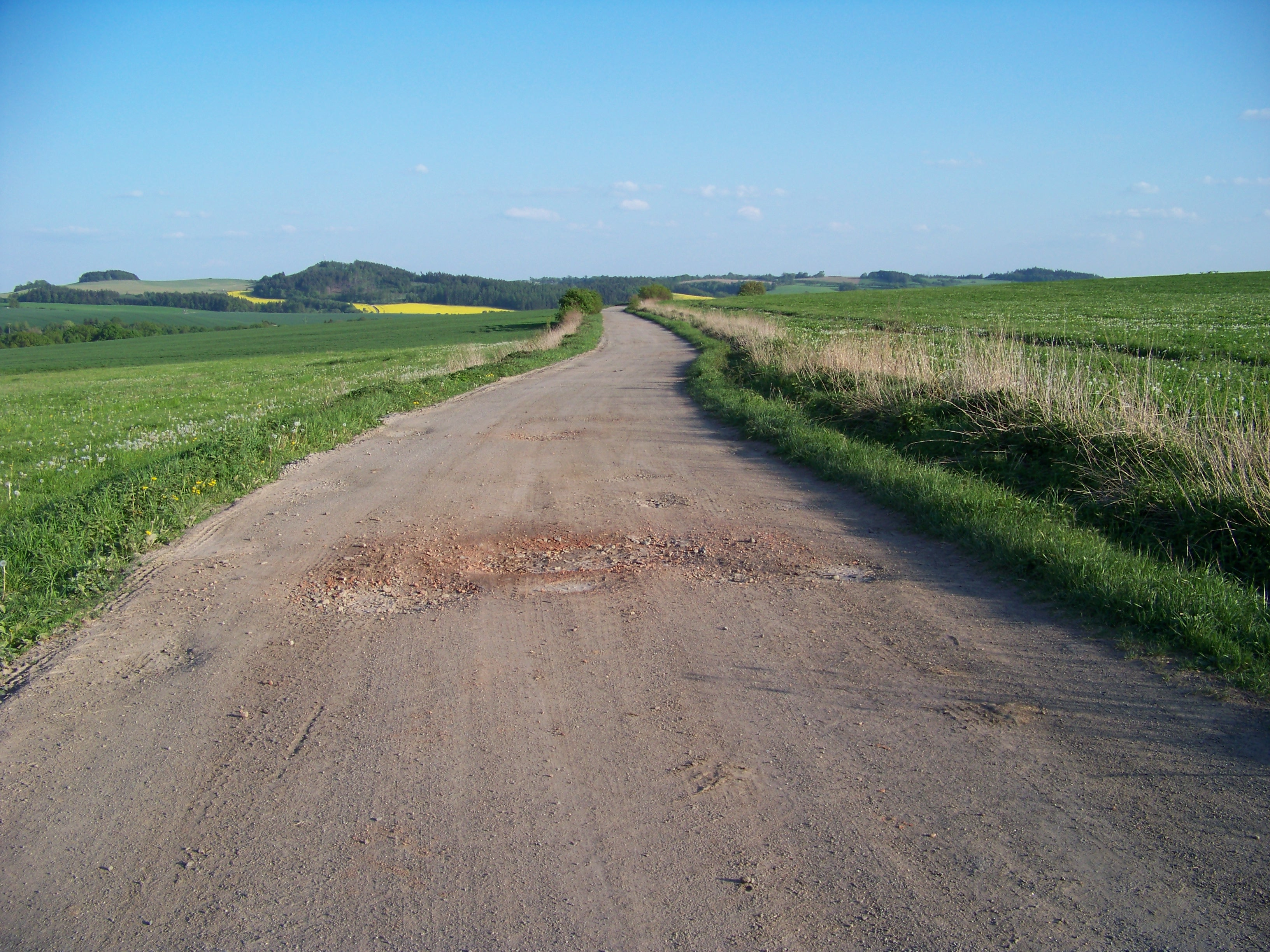
Polní cesta ze Soběhrd do Petroupimi v okrese Benešov

Cesta je pozemní komunikace zpravidla nižší třídy a kvality než silnice, zejména nezpevněná, avšak v některých nářečních oblastech jsou pod pojem zahrnovány i silnice. 
Slovo „cesta“ je odvozeno od staročeského slova „cěstění“, tedy „čištění“, což pochází z doby, kdy byly hlavními stezkami jen úzké lesní průseky, které rychle zarůstaly vegetací a byly na nich odstraňovány překážky (kameny, dřeviny).
Většina cest je zařaditelná pod pojem polní cesty nebo lesní cesty. Typické cesty jsou jednopruhové a dvoustopá vozidla se na nich mohou míjet jen se zvýšenou opatrností nebo jen na rozšířených místech. Termínem „cesta“ se obvykle označují komunikace uzpůsobené k provozu automobilů, potahů nebo pojízdných strojů a speciálních vozidel; komunikace určené jen pro pěší, cyklisty, jezdce na koních nebo obdobný provoz se obvykle označují jako stezky nebo pěšiny.
Podle dřívější ČSN 73 6100 „Názvosloví silničních komunikací“, bodu 40, je cesta místní nebo účelová komunikace nižšího řádu, která vznikla stálým ježděním po určitém pruhu pozemku bez jakýchokoliv stavebních úprav nebo s místními nahodilými úpravami povrchu a místními zemními pracemi nebo záměrným provedením nejnutnějších zemních prací v dosud nepojížděném terénu: tyto typy cest jsou považovány za nezpevněné. Pokud je cesta v celé své délce upravena nezhutněnou sutí, kameny, štěrkopískem, stavebním rumem nebo podobnými hmotami, je touto normou označována již za zpevněnou cestu.
Některé cesty jsou zpevněny živičným, panelovým či dlážděným povrchem, někdy i v silniční kvalitě. Z technického hlediska mohou být některé takové cesty řazeny již mezi silniční komunikace, i když ze správního a provozního hlediska silnicemi nejsou. Celoročně udržovatelný povrch mají mít například lesní cesty I. třídy, mnohé z nich mají běžnou silniční šířku. Naproti tomu nová ČSN 73 6101 zavedla v roce 2004 pojem jednopruhových silnic. V České republice není zavedeno značení, které by umožňovalo silnice nižších kategorií od kvalitnějších cest na místě rozeznat: vyústění polní nebo lesní cesty na jinou pozemní komunikaci se však nepovažuje za křižovatku a platí na něm jiná úprava provozu než na vyústění silnice.